# Verdünnungsreihe
Eine Verdünnungsreihe ist die Gesamtheit von Lösungen, die für einen bestimmten Zweck aus einer Stammlösung durch Verdünnen hergestellt wurden. Dabei unterscheiden sich die als Verdünnungsstufen bezeichneten Lösungen in ihrem Gehalt (beispielsweise in der Stoffmengenkonzentration oder der Massenkonzentration).
Bei den Verdünnungsreihen unterscheidet man solche, bei denen die einzelnen Verdünnungsstufen durch Verdünnen der vorangegangenen Verdünnungsstufe hergestellt werden (fortgesetztes Verdünnen, serielles Verdünnen), und solche, bei der alle Verdünnungsstufen direkt aus der Ausgangslösung hergestellt werden (paralleles Verdünnen).

## Anwendungen
- Verdünnungsreihen werden häufig zur Kalibrierung von Messgeräten, beispielsweise bei der chemischen Analyse benötigt. Diese werden als Standardreihen oder Standardlösungen[1] bezeichnet. Gelegentlich wurde auch der Begriff Eichreihe verwendet, jedoch ist die Eichung den zuständigen Ämtern und Prüfstellen vorbehalten.

- Bei kategorischen Nachweisverfahren (Test mit Ja oder Nein als Ergebnis) werden Verdünnungsreihen eingesetzt, um die Grenzverdünnung (letzte Verdünnung oberhalb der Nachweisgrenze) zu ermitteln und die Konzentration abzuleiten, z. B. ein Titer.

- Ebenso dienen Verdünnungsreihen in der Mikrobiologie dem Zählen von Partikeln wie Zellen oder Viren, z. B. bei der Plattenauszählung. Deren Konzentration, also ihre Anzahl in einer Lösung, wird durch die Verdünnungsreihe verringert. Dadurch lassen sie sich in höheren Verdünnungsstufen leichter zählen, das Ergebnis wird anschließend wieder auf ursprüngliche Konzentration zurückgerechnet.

- Durch Verdünnungsreihen werden Partikel wie z. B. Zellen oder Viren vereinzelt. Im Zuge eines Limiting Dilution Cloning werden in einer folgenden Vermehrung klonale Kulturen ermöglicht.
- Im Chemieunterricht werden Verdünnungsreihen z. B.  zur Veranschaulichung des pH-Werts verwendet.[2]

## Verdünnungsreihen durch fortgesetztes Verdünnen (Geometrische Verdünnung)

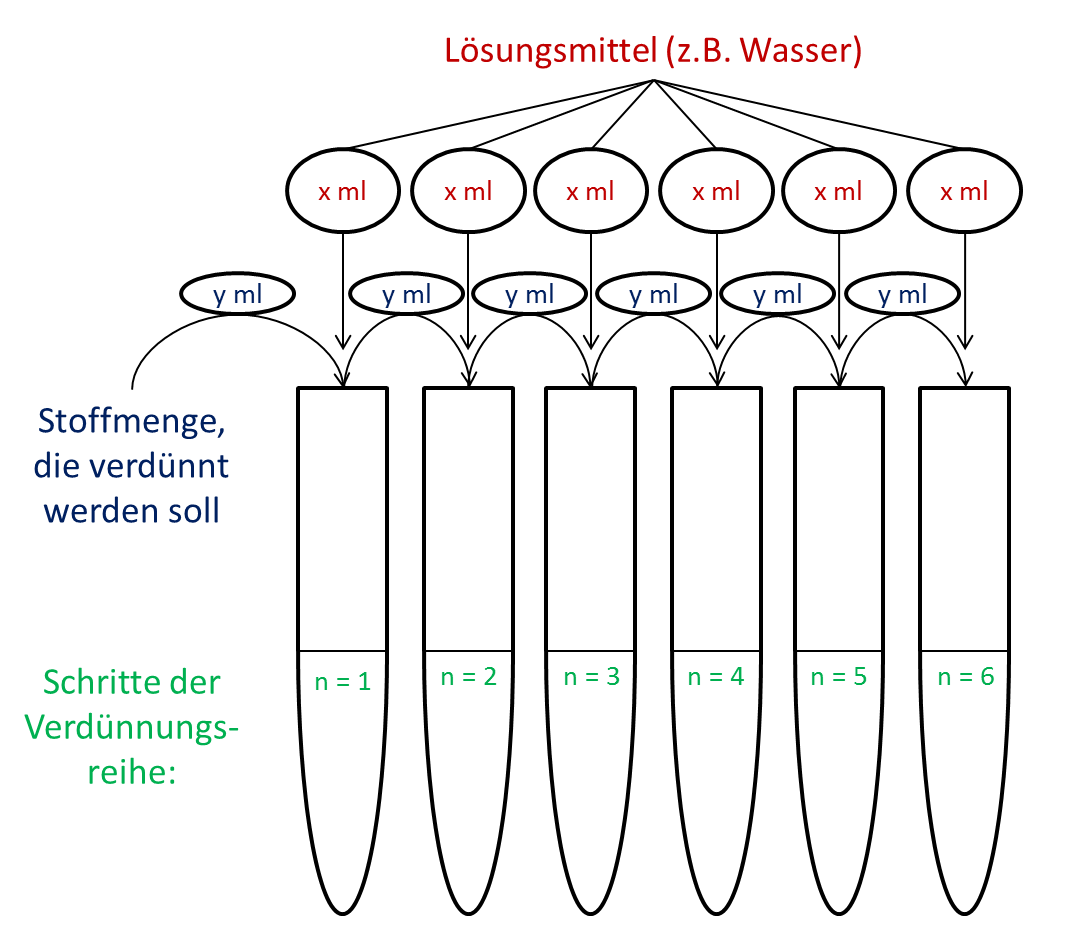
Beispiel einer Verdünnungsreihe.
Konzentrationsfaktor der Stoffmenge nach n Schritten:

Nimmt man beispielsweise 10 ml einer Ausgangslösung und mischt diese mit Lösungsmittel (beispielsweise Wasser), so dass 100 ml entstehen, so besitzt diese 1. Verdünnungsstufe nur noch ein Zehntel der Konzentration der Ausgangslösung. Nimmt man von der ersten Verdünnungsstufe wiederum 10 ml heraus und verdünnt wieder auf 100 ml, so besitzt die 2. Verdünnungsstufe nur noch ein Hundertstel der Konzentration der Ausgangslösung. Verdünnt man diese Lösung auf gleiche Weise, so entsteht eine 3. Verdünnungsstufe mit einem Tausendstel der Konzentration der Ausgangslösung. Besitzt die Stoffmengenkonzentration der Ausgangslösung beispielsweise 2 mol/L, so sind die Konzentrationen der Lösungen der Verdünnungsreihe hiermit 0,2 mol/L (1. Verdünnungsstufe); 0,02 mol/l (2. Verdünnungsstufe); 0,002 mol/L (3. Verdünnungsstufe). Unterscheiden sich die Konzentrationen der einzelnen Verdünnungsstufen wie in diesem Fall um den Faktor 10, so spricht man auch von einer dezimalen Verdünnungsreihe. Neben den häufig anzutreffenden dezimalen Verdünnungsreihen gibt es aber auch Verdünnungsreihen mit anderen Verdünnungsfaktoren.

## Verdünnungsreihen mit gleichmäßiger Verteilung der Verdünnungsstufen (Arithmetische Verdünnung)
Bei dieser Art der Verdünnungsreihe sind die Gehalte der Verdünnungsstufen gleichmäßig über einen Gehaltsbereich verteilt. So können beispielsweise die Gehalte einer Verdünnungsreihe mit insgesamt 5 Verdünnungsstufen den Massenkonzentrationsbereich zwischen 0 g/L und 1 g/L gleichmäßig abdecken. Die Massenkonzentrationen der einzelnen Verdünnungsstufen lauten dann 0,2 g/L, 0,4 g/L, 0,6 g/L, 0,8 g/L und 1,0 g/L. Bei solchen Verdünnungsreihen werden alle Verdünnungen in der Regel aus ein und derselben Ausgangslösung hergestellt und nicht durch fortgesetztes Verdünnen.